# Hashimoto Yasuki
Yasuki Hashimoto (sinh ngày 12 tháng 5 năm 1973) là một cầu thủ bóng đá người Nhật Bản.

## Sự nghiệp câu lạc bộ
Yasuki Hashimoto đã từng chơi cho Urawa Reds.